# Иерусалимский, Николай Дмитриевич
Николай Дмитриевич Иерусалимский (22 декабря 1900 [4 января 1901], Тула — 16 мая 1967, Москва) — советский микробиолог, академик АН СССР (1966), член-корреспондент (1960).

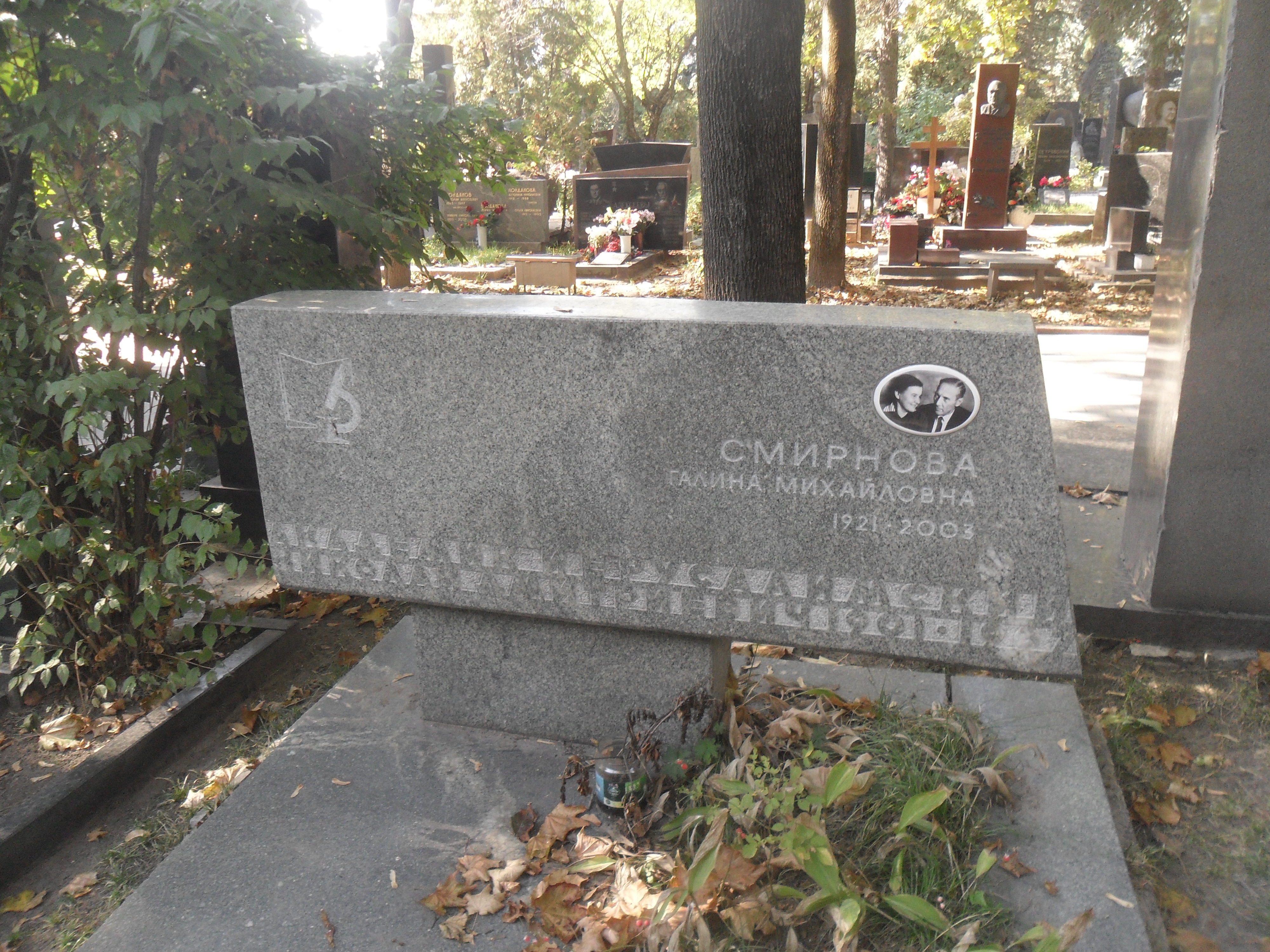
Могила Иерусалимского на Новодевичьем кладбище Москвы.

## Биография
В 1931 окончил Московский университет. В 1930—35 годы работал в Научно-исследовательском химико-фармацевтическом институте в Москве, в 1935—38 годы в Центральной научно-исследовательской лаборатории бродильной промышленности, в 1938—62 в Институте микробиологии АН СССР. Доктор биологических наук (1952), тема докторской диссертации «Физиология развития чистых бактериальных культур».
С 1946 года член КПСС.
С 1961 года работал в созданном им Институте биохимии и физиологии микроорганизмов АН СССР (с 1962 директор). Одновременно с 1954 года преподавал в Московском государственном университете, профессор кафедры микробиологии биолого-почвенного факультета (1954—1967). Читал курсы «Азотное и витаминное питание микроорганизмов», «Основы физиологии микроорганизмов», «Общая микробиология».
Лауреат Государственной премии СССР (1971, посмертно).